# Gau de Turíngia
El Gau de Turíngia (Gau Thüringen) va ser una divisió administrativa de l'Alemanya nazi de 1933 a 1945 a l'Estat de Turíngia i també el Regierungsbezirk d'Erfurt de la província de Saxònia. Abans d'això, de 1925 a 1933, va ser la subdivisió regional del partit nazi en aquesta zona.
El sistema nazi de Gau (en plural Gaue) va ser establert originalment en una conferència del partit, el 22 de maig de 1926, per tal de millorar l'administració de l'estructura del partit. A partir de 1933, després de la presa de poder nazi, els Gaue va reemplaçar cada vegada més als estats alemanys com a subdivisions administratives a Alemanya.
Al capdavant de cada Gau es va situar un Gauleiter, una posició cada vegada més poderosa, especialment després de l'esclat de la Segona Guerra Mundial, amb poca interferència des de dalt. El Gauleiter local freqüentment ocupava càrrecs governamentals i de partit, i s'encarregava, entre altres coses, de la propaganda i la vigilància i, a partir de setembre de 1944, el Volkssturm i la defensa de la Gau.
La posició de Gauleiter a Turingia va ser originalment ocupada per d'Artur Dinter. El 30 de setembre de 1927 Fritz Sauckel es va fer càrrec de Gauleiter que va mantenir fins al final de la guerra. Sauckel va ser executat per crims de guerra el 16 d'octubre de 1946. Els seus diputats van ser Willy Marschler (1927-32), Fritz Wächtler (1932-35) i Heinrich Siekmeier (1936-45).
El camp de concentració de Buchenwald estava situat a la Gau de Turíngia. Dels 238.980 presos que van ser enviats al camp, 43.045 van morir.

## Gauleiters
- 1925-1928: Arthur Dinter
- 1928-1945: Fritz Sauckel